# Spermacoce capillaris
Spermacoce capillaris là một loài thực vật có hoa trong họ Thiến thảo. Loài này được (Correll) Howard miêu tả khoa học đầu tiên năm 1988.